# The Flintstones (jeu vidéo, 1993)
Pour les articles homonymes, voir The Flintstones.
The Flintstones est un jeu vidéo de plates-formes sorti en 1993 sur Mega Drive. Le jeu a édité par Taito.
Il s'agit d'une adaptation de La Famille Pierrafeu.